# Schafbrunnen (Nürtingen)

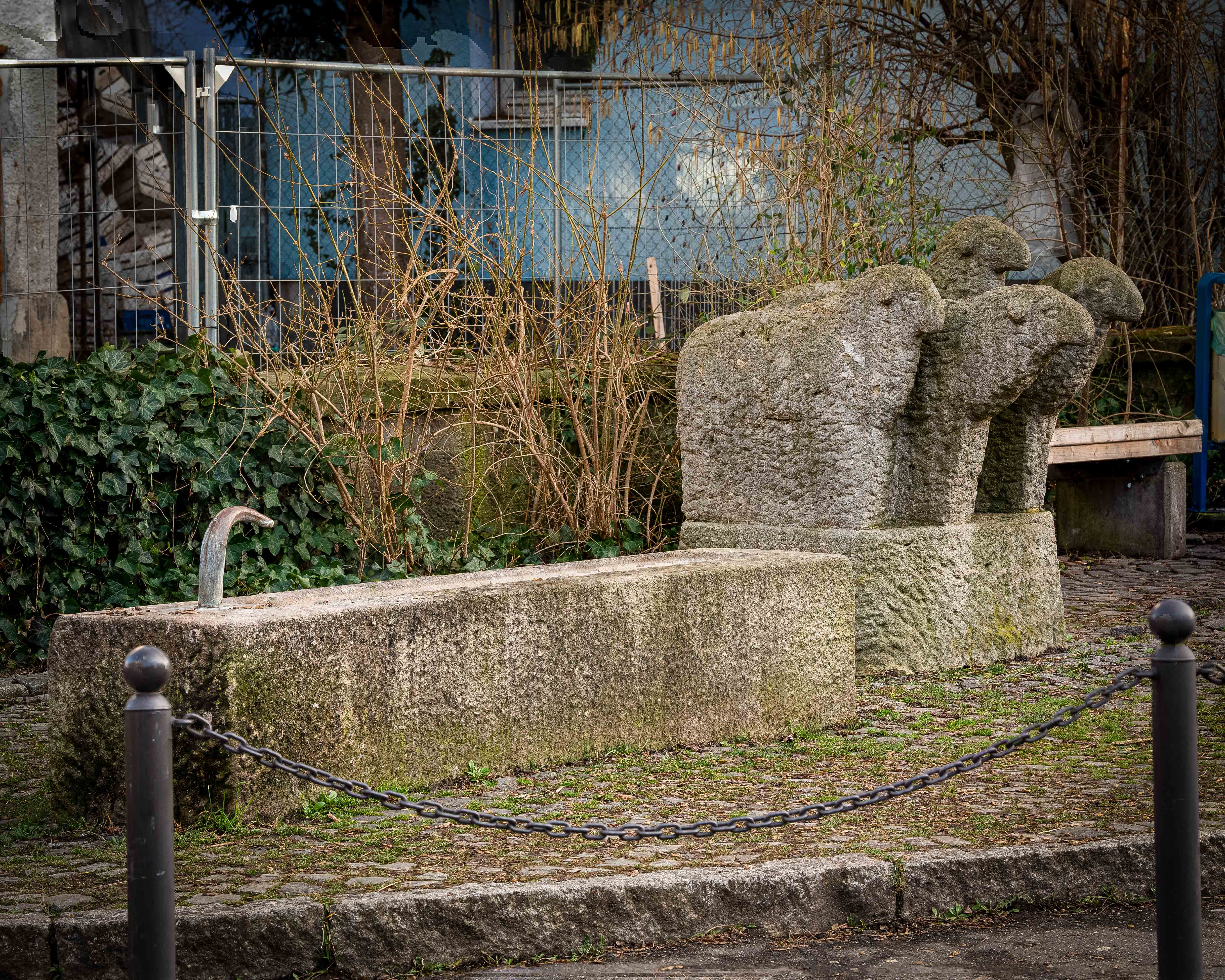
Nürtinger Schafbrunnen

Der Schafbrunnen liegt an einer stark befahrenen Straße in Nürtingen. Es handelt sich um einen Röhrenbrunnen mit einem rechteckigen Brunnenbecken und einer Figurengruppe von fünf Schafen (auf dem Foto ist ein Schaf verdeckt und daher nicht zu sehen), die dem Brunnen ihren Namen gaben. Das Material ist einheimischer Kirchheimer Muschelkalk.
Die Schafzucht spielte für Nürtingen wirtschaftlich eine bedeutende Rolle. Daran erinnern außer diesem Brunnen die an diesem vorbeiführende Schafstraße und die jährlich stattfindenden Schäfertage im Freilichtmuseum Beuren. In Württemberg ist die Wanderschäferei ein traditioneller Wirtschaftszweig, wenn auch mit abnehmender Tendenz.